# 特勞特代爾
特勞特代爾（Troutdale）是美國奧勒岡州蒙諾瑪縣的一座城市，位在桑迪河匯入哥倫比亞河之處，人口16,300人。